# Pomaci
Pomaci (bulharsky Помаци) či bulharští muslimové je skupina slovanských Bulharů. Žijí především v jižní části Bulharska v dolinách pohoří Rodopy a v severním Řecku.

## Historie
Během dlouhé osmanské nadvlády konvertovalii k islámu a stali se hlavními spojenci Turecka na území dnešního Bulharska. Účastnili se i krvavého potlačení protitureckého povstání Bulharů v roce 1876, ale i boje proti křesťanským Bulharům a armádě Ruska v letech 1877 až 1878. Po vyhlášení samostatnosti Bulharska v roce 1908 mnozí migrovali do Turecka. Další vlna migrace Pomaků se odehrála po druhé světové válce.

## Charakteristika
Svérázný folklór a muslimská architektura je typickým prvkem pomackých vesnic. V mnohých případech žijí společně s křesťany, se kterými je spojuje jejich společný jazyk. V některých oblastech žijí společně s Turky, od kterých se ale liší jazykem. Podle sčítání lidu z roku 2001 žije v Bulharsku 131 531 Pomaků. Nejvíce jich přitom žije v okolí města Smoljan v jižním Bulharsku, ale i v okolí Blagoevgradu a Paraždiku[zdroj⁠?!]. Malé komunity Pomaků žijí i v severním Řecku a Severní Makedonii. Poměrně velký počet Pomaků žije i v Turecku, kde jsou však postupně asimilováni tureckými muslimy.